# Pristimantis aquilonaris
Pristimantis aquilonaris es una especie de anfibio anuro de la familia Craugastoridae.

## Distribución
Esta especie es endémica de la provincia de Huancabamba en la región Piura en Perú. Habita entre los 2000 y 2500 m de altitud en la cordillera de Huancabamba.

## Publicación original
- Lehr, Aguilar, Siu-Ting & Jordan, 2007 : Three new species of Pristimantis (Anura: Leptodactylidae) from the Cordillera de Huancabamba in northern Peru. Herpetologica, vol. 63, n.º 4, p. 519-536[5]